# Edward Eliot (3e comte de St Germans)
Edward Granville Eliot, 3e comte de St Germans (29 août 1798 - 7 octobre 1877) titré « Lord Eliot » (entre 1823 et 1845) est un homme politique, diplomate et pair britannique.

## Biographie
Il est né à Plymouth, dans le Devon, fils de William Eliot (2e comte de St Germans) et de sa première épouse, Lady Georgina (13 avril 1769 - 4 mars 1806), fille de Granville Leveson-Gower (1er marquis de Stafford). Il fait ses études à la Westminster School de 1809 à 1811 et est inscrit à la Christ Church d’Oxford le 13 décembre 1815.

## Carrière politique
Il est nommé secrétaire de légation à Madrid le 21 novembre 1823. Il devient député de Liskeard l'année suivante. Au début de sa carrière de conservateur, il reste fidèle à Robert Peel et sert en tant que Lord junior du Trésor de 1827 à 1830. Député entre 1832 et 1837, il sert dans le deuxième gouvernement de Peel, d'abord comme secrétaire en chef pour l'Irlande, puis comme maître des postes du Royaume-Uni. Il négocie la prétendue Convention Lord Eliot en Espagne, qui vise à mettre fin aux exécutions aveugles en tirant au fusil sur les prisonniers des deux côtés de la Première Guerre carliste. Lorsque le débat sur les Corn Laws brise le Parti conservateur, il suit Peel et est nommé Lord lieutenant d'Irlande dans le gouvernement de coalition de Lord Aberdeen. Il est deux fois Lord-intendant sous Lord Palmerston. En 1860, il accompagne le prince de Galles lors de sa tournée au Canada et aux États-Unis.

## Famille
Il épouse Jemima Cornwallis (24 décembre 1803, Brome, Suffolk - 2 juillet 1856, Dover Street, Londres), fille de Charles Cornwallis (2e marquis Cornwallis), à l'église St James de Westminster, le 2 septembre 1824. Ils ont six fils et deux filles: 
- Louisa Susan Cornwallis Eliot (17 décembre 1825 - 15 janvier 1911), épouse Walter Ponsonby (7e comte de Bessborough) et est la mère d’Edward Ponsonby (8e comte de Bessborough).
- Edward Eliot (2 avril 1827 - 26 novembre 1864), né à Londres, il fait ses études à Eton de 1839 à 1843, immatriculé à la Christ Church à Oxford le 21 octobre 1844, portant le nom de Lord Eliot en janvier 1845, il meurt célibataire à Port Eliot.
- Granville Charles Cornwallis Eliot (9 septembre 1828 - 5 novembre 1854), officier des Coldstream Guards, tué à la bataille d'Inkerman.
- William Eliot (14 décembre 1829 - 19 mars 1881)
- Ernest Cornwallis Eliot (28 avril 1831 - 23 janvier 1832)
- Elizabeth Harriet Cornwallis Eliot (septembre 1833 - 16 mars 1835)
- Henry Eliot (11 février 1835 - 24 septembre 1911)
- Charles George Cornwallis Eliot (16 octobre 1839 - 22 mai 1901), courtisan et militaire, marié le 26 octobre 1865 à Constance Rhiannon Guest, fille de John Josiah Guest et Charlotte Guest. Il succède à Roden Noel comme valet du Chambre de la Reine de 1871 à 1899, remplacé par Francis Knollys et succédant à Alpin McGregor au poste de gentilhomme Usher Daily Waiter de la reine Victoria.

Il meurt à St Germans le 7 octobre 1877, à l'âge de 79 ans. Il est l'arrière-grand-père de Margaret Eliot (1914-2011), mère de Peter et Jane Asher.

## Distinctions

### Décorations britanniques
- Chevalier grand-croix de l'Ordre du Bain